# Cuatro bestias en una
Cuatro bestias en una, subtitulado el hombre camelopardo (en inglés: Four Beasts in One - The Homo-Cameleopard) es un cuento de Edgar Allan Poe publicado por primera vez en marzo de 1836. Cuenta la historia de Antíoco Epífanes, un monarca extravagante que hace desfilar a un ser extraño por las calles de Antioquía, reflexionando sobre la naturaleza de la humanidad y la monstruosidad.

## Argumento
Tras una invectiva contra el rey Antíoco IV, el narrador imagina tener un invitado y trasladarlo en el tiempo a la época de la regencia de dicho soberano. Se encuentran en la majestuosa ciudad de Antioquía, en Siria, y el narrador la celebra en toda su belleza, pero también en toda su vulgaridad. Antíoco, conocido como «Epífanes», es escoltado en triunfo por su corte, su guardia personal y la multitud enloquecida a través de la ciudad hasta la arena de los gladiadores. Mientras el narrador está ocupado ilustrando otras cosas a su invitado, Antíoco se disfraza de camelopardo –una jirafa– para considerarse la más fuerte de todas las bestias y ser adorado por todos al tocar sus pezuñas de oro. Pero tres bestias se liberan de sus cadenas y le persiguen hasta que Antíoco consigue salvarse a tiempo y la ciudad estalla en un horrible clamor de excitación. Finalmente el narrador, indignado por el espectáculo, decide devolver al lector al presente, es decir, el siglo XIX.

## Análisis
Este cuento, titulado Epímanes en sus primeras versiones, resulta ameno y divertido cuando se comprende su trasfondo. De la combinación que hace Poe de las historias sobre los estrafalarios personajes de un antiguo monarca loco y las caricaturas de un rey de Francia del siglo XIX surge uno de los mejores cuentos del autor. La idea principal es la bajeza de la plebe antigua, compartida al parecer de Poe con su homóloga de su época. El autor toleró los anacronismos a lo largo del relato como la presencia de gladiadores, pero eligió cuidadosamente los elementos apropiadamente característicos de la misma.
El incidente principal puede ser lo único ficticio del relato, pues el antiguo rey era ciertamente capaz del comportamiento descrito. Algunas de sus extravagantes travesuras registradas por los historiadores son casi tan increíbles como el relato de Poe. Antíoco IV, apellidado Epífanes («ilustre»), fue apodado Epímanes, «loco», durante su vida. Reinó como monarca del reino seléucida de Siria entre 175 y 163 a. C., y aparece ampliamente en los libros de los Macabeos y de Flavio Josefo. Se había criado como rehén en Roma y admiraba todo lo romano, como llegó a odiar todo lo judío.
Ateneo de Náucratis describe una magnífica procesión para celebrar la opulencia y el poder de Antíoco, quien posteriormente describe una demostración aún más magnífica realizada anteriormente por Ptolomeo Filadelfo (Banquete de los eruditos, Libro V). No se menciona que en la procesión de Antíoco hubiera un gran número de animales salvajes, pero en la de Ptolomeo había muchos, entre ellos camelopardalis, una jirafa.

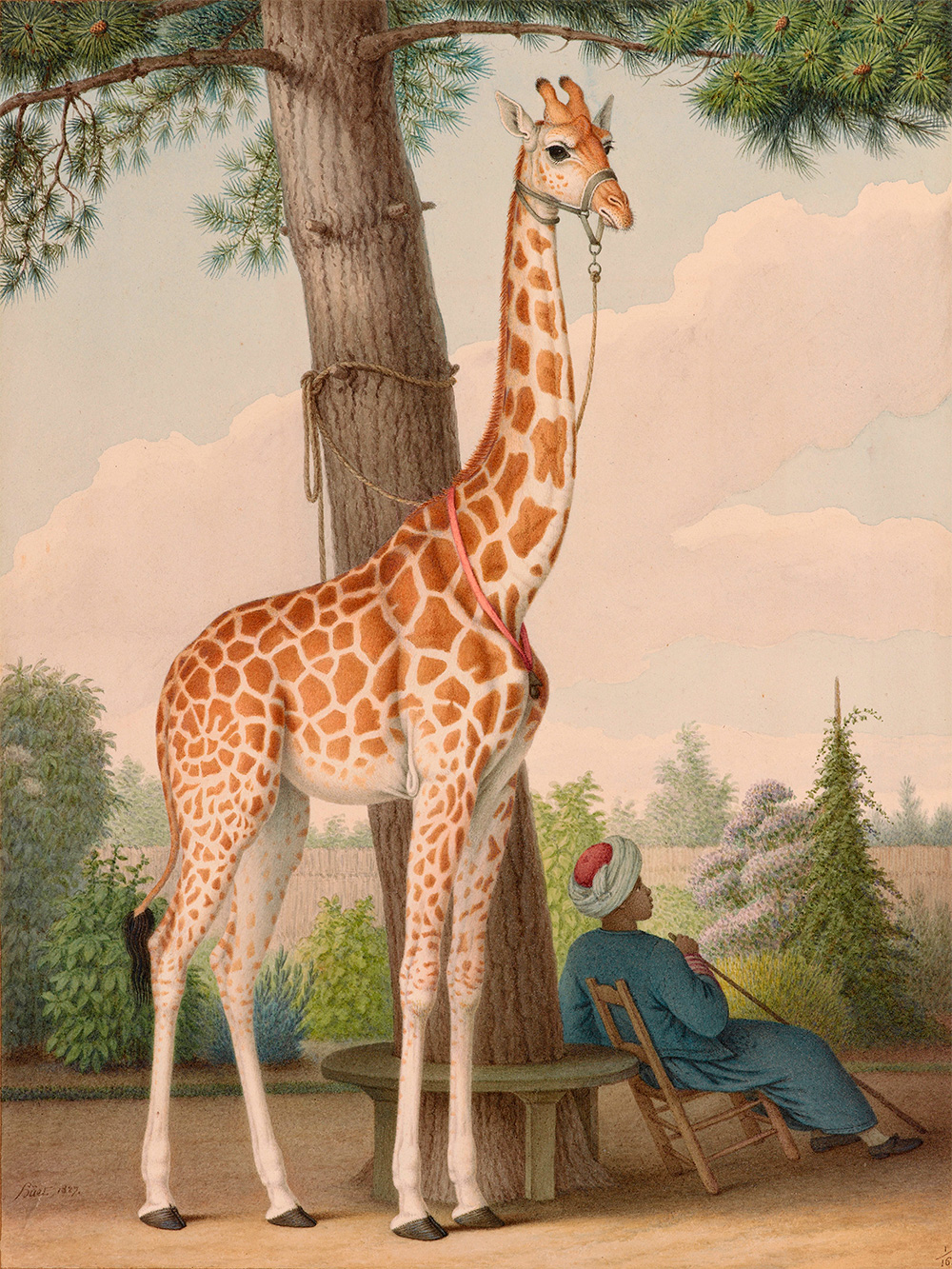
Estudio de la jirafa regalada a Carlos X por el virrey de Egipto (1827) por Nicolas Huet II.

En la época de Poe también existían asociaciones entre las jirafas y la realeza. Hacia 1827, Mehmet Alí, pachá de Egipto, regaló dos de estos animales a los reyes de Inglaterra y Francia respectivamente, lo que dio lugar a la «Oda al camaleopardo» de Thomas Hood. El rey Jorge IV conservó su jirafa en Brighton. El rey Carlos X instaló a la jirafa en el Jardín de plantas de París y el animal inspiró a los modistos parisinos para diseñar guantes y cintas de imitación de piel de jirafa. Zarafa, el nombre dado al ejemplar, fue vista por 600 000 visitantes antes de finales de 1827, llamado el Año de la Jirafa en Francia. La popularidad de la bestia dio lugar a caricaturas de las que Poe presumiblemente había oído hablar y que pudo haber visto.
Un corto epígrafe proviene de una obra de teatro de Prosper Jolyot de Crébillon:

Chacun a ses vertus.
Cada cual tiene sus virtudes.
Crébillon, Jerjes (1714).

## Publicación
El 4 de mayo de 1833, Poe envió el manuscrito a Joseph Tinker Buckingham y a su hijo Edward Buckingham para negociar su publicación en The New England Magazine, pero el cuento fue rechazado. Años después Poe expresó su decepción en una carta a John P. Kennedy, el 11 de septiembre de 1835, cuando el cuento no fue elegido para el anuario literario The Gift de 1836.
El cuento se publicaría con el título Epímanes en marzo de 1836 en el Southern Literary Messenger. Después sería publicado en Cuentos de lo grotesco y arabesco de 1840 con el título definitivo de Cuatro bestias en una.
Posteriormente el cuento sería incluido en Narraciones extraordinarias, una colección de varios de sus cuentos traducidos al francés y publicados por Charles Baudelaire en 1857.